# Coppa Svizzera 2004-2005
La Coppa Svizzera 2004-2005 rappresenta uno degli eventi calcistici più importanti in Svizzera. I 32esimi sono iniziati il 17 settembre 2004.

## Trentaduesimi di finale
| Squadra 1               | Risultato       | Squadra 2         |
| ----------------------- | --------------- | ----------------- |
| 17 settembre 2004       |                 |                   |
| Martigny-Sports         | 0 - 6           | Young Boys        |
| Porrentruy              | 1 - 3           | Concordia Basilea |
| Schötz                  | 1 - 4 (dts)     | Baden             |
| Kickers Lucerna         | 1 - 4           | Zurigo            |
| Signal Bernex-Confignon | 0 - 3           | Meyrin            |
| 18 settembre 2004       |                 |                   |
| Saint-Imier             | 2 - 5           | La Chaux-de-Fonds |
| Épalinges               | 2 - 4           | Yverdon           |
| Collex-Bossy            | 0 - 3           | Baulmes           |
| Losanna                 | 1 - 2           | Neuchâtel Xamax   |
| Konolfingen             | 0 - 4           | Sion              |
| Bienne                  | 0 - 2           | Thun              |
| Viège                   | 0 - 1           | Bex               |
| Sierre                  | 1 - 1 (2-4 dcr) | Massongex         |
| Muri                    | 2 - 2 (3-5 dcr) | Wohlen            |
| Niedergösgen            | 0 - 9           | Aarau             |
| Oberdorf                | 0 - 4           | Basilea           |
| Grenchen                | 1 - 3           | Zofingen          |
| Luterbach               | 2 - 1           | Laufon            |
| Inter Club Zurigo       | 0 - 7           | Grasshoppers      |
| Küsnacht                | 1 - 2           | YF Juventus       |
| Cham                    | 2 - 4           | Kriens            |
| Zugo                    | 0 - 2           | Lucerna           |
| Affoltern am Albis      | 1 - 5           | Winterthur        |
| Wolhusen                | 2 - 1           | Uster             |
| Bazenheid               | 0 - 1 (dts)     | Lugano            |
| Altstetten              | 1 - 4           | Bellinzona        |
| Goldach                 | 0 - 3           | Chiasso           |
| Brühl                   | 2 - 4           | Sciaffusa         |
| Herisau                 | 2 - 1           | Wil               |
| 19 settembre 2004       |                 |                   |
| Arbedo                  | 1 - 3           | San Gallo         |
| Stade Nyonnais          | 1 - 2           | Servette          |
| Belfaux                 | 1 - 4           | Bulle             |

## Sedicesimi di finale
| Squadra 1       | Risultato       | Squadra 2         |
| --------------- | --------------- | ----------------- |
| 22 ottobre 2004 |                 |                   |
| Kriens          | 3 - 4 (dts)     | YF Juventus       |
| 23 ottobre 2004 |                 |                   |
| Luterbach       | 0 - 7           | Neuchâtel Xamax   |
| Massongex       | 0 - 8           | Thun              |
| Sion            | 4 - 2           | Servette          |
| Wohlen          | 0 - 1           | Young Boys        |
| Baulmes         | 1 - 0           | La Chaux-de-Fonds |
| Lugano          | 1 - 1 (8-9 dcr) | Aarau             |
| Winterthur      | 1 - 3           | Lucerna           |
| Wolhusen        | 1 - 3           | Chiasso           |
| 24 ottobre 2004 |                 |                   |
| Meyrin          | 1 - 3           | Basilea           |
| Bex             | 1 - 7           | Concordia Basilea |
| Bulle           | 0 - 4           | Yverdon           |
| Zofingen        | 1 - 5           | Sciaffusa         |
| Baden           | 1 - 5 (dts)     | San Gallo         |
| Herisau         | 2 - 7           | Zurigo            |
| Bellinzona      | 2 - 2 (4-3 dcr) | Grasshoppers      |

## Ottavi di finale
| Squadra 1        | Risultato       | Squadra 2         |
| ---------------- | --------------- | ----------------- |
| 20 novembre 2004 |                 |                   |
| Baulmes          | 0 - 2           | Aarau             |
| Chiasso          | 1 - 0           | Yverdon           |
| Sion             | 1 - 2           | Young Boys        |
| Thun             | 1 - 1 (4-3 dcr) | Basilea           |
| 21 novembre 2004 |                 |                   |
| YF Juventus      | 0 - 2           | Bellinzona        |
| Lucerna          | 4 - 1           | Concordia Basilea |
| Neuchâtel Xamax  | 0 - 2           | Zurigo            |
| Sciaffusa        | 2 - 2 (3-5 dcr) | San Gallo         |

## Quarti di finale
| Squadra 1  | Risultato       | Squadra 2 |
| ---------- | --------------- | --------- |
| Young Boys | 2 - 0           | Thun      |
| San Gallo  | 3 - 3 (3-4 dcr) | Aarau     |
| Chiasso    | 0 - 4           | Lucerna   |
| Bellinzona | 0 - 2           | Zurigo    |

| 13 febbraio 2005 | Young Boys | 2 – 0 | Thun |  |

| 13 febbraio 2005                             | San Gallo            | 3 – 3 (d.t.s.) | Aarau |  |
| \| \| \| \| \| \| Tiri di rigore 3 – 4 \| \| |                      |                |       |  |
|                                              |                      |                |       |  |
|                                              | Tiri di rigore 3 – 4 |                |       |  |

| 13 febbraio 2005 | Chiasso | 0 – 4 | Lucerna |  |

| 13 febbraio 2005 | Bellinzona | 0 – 2 | Zurigo |  |

## Semifinali
| Squadra 1 | Risultato | Squadra 2  |
| --------- | --------- | ---------- |
| Aarau     | 1 - 2     | Lucerna    |
| Zurigo    | 3 - 1     | Young Boys |

| 14 aprile 2005 | Aarau | 1 – 2 | Lucerna |  |

| 20 aprile 2005 | Zurigo | 3 – 1 | Young Boys |  |

## Finale
| Squadra 1 | Risultato | Squadra 2 |
| --------- | --------- | --------- |
| Zurigo    | 3 - 1     | Lucerna   |

| Basilea 20 maggio 2005 | Zurigo     | 3 – 1 referto | Lucerna | St. Jakob-Park |
| \| \| \| \| \| Marc Schneider 39’ Alhassane Keita 62’ Mihai Tararache 74’ \| Marcatori \| Davide Andreoli 87’ \| \| Davide Taini Alain Nef (29' Clederson César de Souza) Iulian Filipescu Florian Stahel Marc Schneider Blerim Džemaili (80' Daniel Tarone) Mihai Tararache Daniel Gygax Xavier Margairaz Francesco Di Jorio (80' Adrian Ilie) Alhassane Keita \| Formazioni \| David Zibung Christian Schwegler Pascal Castillo Genc Mehmeti Ronny Hodel Pirmin Schwegler (24' Michael Diethelm) Ratinho (54' Alsény Keita) Davide Andreoli Marko Sucic (69' André Niederhäuser) Jean-Michel Tchouga Paulo Vogt \| \| Lucien Favre \| Allenatori \| René van Eck \| |            | |         |                |
| |            | |         |                |
| Marc Schneider 39’ Alhassane Keita 62’ Mihai Tararache 74’ | Marcatori  | Davide Andreoli 87’ |         |                |
| Davide Taini Alain Nef (29' Clederson César de Souza) Iulian Filipescu Florian Stahel Marc Schneider Blerim Džemaili (80' Daniel Tarone) Mihai Tararache Daniel Gygax Xavier Margairaz Francesco Di Jorio (80' Adrian Ilie) Alhassane Keita | Formazioni | David Zibung Christian Schwegler Pascal Castillo Genc Mehmeti Ronny Hodel Pirmin Schwegler (24' Michael Diethelm) Ratinho (54' Alsény Keita) Davide Andreoli Marko Sucic (69' André Niederhäuser) Jean-Michel Tchouga Paulo Vogt |         |                |
| Lucien Favre | Allenatori | René van Eck |         |                |